# Heroes of Might and Magic IV
Heroes of Might and Magic IV – strategiczna gra turowa, stworzona przez New World Computing, wydana w roku 2002 przez firmę The 3DO Company. Kontynuatorka serii Heroes of Might and Magic.

## Zmiany w stosunku do poprzednich części
Czwarta część gry wprowadza znaczne zmiany, m.in.:
- Są jedynie 4 poziomy jednostek.
- Nie można zbudować wszystkich ośmiu budynków umożliwiających werbunek istot możliwych.
- Machiny dawniej wojenne (balista i katapulta) walczą jak zwykła jednostka.
- W czasie oblężeń katapulta nie niszczy murów. W tej części gry to jednostki walczące wręcz mogą niszczyć bramy.
- Armia nie musi być dowodzona przez bohatera, by poruszać się po mapie.
- Prowadzący armię bohater może brać udział w walce tak samo, jak pozostałe jednostki.
- W jednej armii może być więcej niż jeden bohater.
- W karczmach dostępnych jest wielu bohaterów, ale można zrekrutować tylko jednego na tydzień.
- Uciekający bohater pojawi się sam w zamku i nie powróci do karczmy, tak jak miało to miejsce w poprzednich odsłonach gry.
- Bohaterowie pokonani przez jednostkę przeciwnika, zostają wrzuceni do lochu w najbliższym mieście. Po zdobyciu miasta przez wroga bohater zostaje uwolniony. Np. bohater czerwonego – Rion – atakuje pomarańczowego – Erica Fade – i przegrywa; jeśli Erica posiada miasto – na przykład Thasos – zabiera Riona do Thasos. Jeśli inny bohater czerwonego podbije Thasos, po zwycięstwie uwolni Riona. Bohater, który bronił miasta, po porażce idzie do więzienia w mieście.
- Istoty „patrzą” w różne strony (a nie tradycyjnie armia zaczynająca w lewej stronie zawsze patrzy na prawo).
- Tak jak w poprzednich częściach można wykorzystać czary. Każda frakcja (Natura, Śmierć, Życie, Chaos, Ład) ma inny zestaw czarów. Czary są podzielone na pięć poziomów. Poziom piąty zawiera najmocniejsze zaklęcia. Frakcja Mocy, czyli wojownicy, nie mają umiejętności magicznych. Żeby posiadać lepsze czary należy być magiem, mieć zbudowaną gildię magów i odpowiedni poziom umiejętności bohatera.

Tradycyjnie grafika w kolejnej części gry uległa zmianie, bitwy rozgrywane są w rzucie izometrycznym.

## Dodatki do gry
Stworzono dwa dodatki do gry Heroes of Might and Magic IV: The Gathering Storm i Winds of War, wprowadzające nowe mapy, kampanie, artefakty i jednostki.

## Wersja polska
Reżyseria: Joanna Wizmur 

Hanna Chojnacka
- Narrator „Córka pirata”
- Narrator „Kochankowie”

Adam Szyszkowski
- Narrator „Rozstajne drogi”
- Narrator „Zjadacz dzieci”

Piotr Warszawski
- Narrator „Ostrze Gryphonhearta”
- Narrator „Nowy porządek”
- Narrator Intra

## Kampanie
W grze występuje 6 kampanii, po jednej dla każdego królestwa.
- Kampania 1: Prawdziwe Ostrze (Życie)

W Palaedrze, państwie uchodźców z dawnej Erathii, pojawił się człowiek, który zaczął deklarować, że jest zaginionym synem króla Gryphonhearta, i na dodatek zbiera poparcie wśród wielkich baronów. Jednak Lord Lysander, w którego żyłach płynie królewska krew, wie, że to nieprawda. Będzie musiał użyć siły, by zdemaskować oszusta.
- Kampania 2: Chwała Dni Minionych (Moc)

Jest to historia o tym, jak po śmierci Kilgora, sprawcy zniszczenia dawnego świata, człowiek o imieniu Waerjak jednoczy plemiona barbarzyńców, którzy – jeśli pozostaną podzieleni – w niedługim czasie nawzajem się wybiją. Jeśli barbarzyńcy mają przetrwać, muszą na pierwszym miejscu postawić dobro swej społeczności i powrócić do dawnych tradycji. Nie będzie to proste zadanie: wśród barbarzyńców jest wielu władców-tyranów, którzy będą chcieli zniszczyć dzieło Waerjaka.
- Kampania 3: Cena Pokoju (Ład)

Przygoda Emilii Nighthaven i dżinna Solymra. Emilia z trudem tworzy nowe państwo Wielkie Arkany, państwo bezpieczne i sprawiedliwe wobec obywateli. Solymr (sługa nieśmiertelnego króla Gavina Magnusa) próbuje zdobyć to państwo dla swojego pana, jednak przegrywa z Emilią. Teraz Solymr musi się zrehabilitować i wykonuje dla swojego pana dwie trudne misje. Jednak jego pan wykorzystuje otrzymane od Solymra skarby w złym celu: tworzy wahadło, które zniewala umysły każdej istoty. Chce w ten sposób zniewolić cały świat i stworzyć utopię – wieczny pokój na świecie – wszystkie umysły mają być kontrolowane przez niego, nieśmiertelnego króla. Solymr ucieka więc od swojego pana i musi odnaleźć Emilię, by razem stawili czoła Gavinowi Magnusowi i uratowali świat.
- Kampania 4: Elwin i Shaera (Natura)

Romantyczna historia pary elfów, Elwina i Shaery, którzy zakochali się w sobie. Niektórym możnym elfom się to jednak nie podoba, przez co wybucha wojna domowa rozpętana przez Lorda Harke'a, który pragnie posiąść Shaerę.
- Kampania 5; Pół-Martwy (Śmierć)

Nekromanta Gauldoth tworzy nowe państwo, Nekross. Pewnego dnia odkrywa, że jego ukochany Mistrz Kalibarr, który nie przetrwał Armagedonu wiele lat temu, jednak żyje. Gauldoth wyciąga go z krainy demonów i osadza na tronie swojego królestwa. Jednak to okazuje się błędną decyzją – Kalibarr wyraźnie jest inny niż kiedyś, nie interesują go sprawy królestwa, a Gauldothowi daje dziwne i niebezpieczne misje. W końcu Gauldoth odkrywa, że Kalibarr kontaktuje się z demonem zza światów i razem planują zniszczyć świat za pomocą Tchnienia Śmierci. Gauldoth musi pokrzyżować ich plany i ocalić świat.
- Kampania 6: Córka Pirata (Chaos)

Tawni Balfour, córka niesławnego kapitana nazywanego Czarnym Balfourem pragnie zdobyć Złote Morze. Początkowo wyśmiana, Tawni w towarzystwie swoich kapitanów i przyjaciół: Arnoca Bezwłosego, Oby Ośmiopalcego i Pete'a Girly'ego rozpoczyna wojnę z innymi piratami oraz syrenami z Cieśniny Zaginionych.